# Apogon wassinki
Apogon wassinki е вид лъчеперка от семейство Apogonidae. Видът е незастрашен от изчезване.

## Разпространение и местообитание
Разпространен е в Австралия (Западна Австралия и Северна територия), Индонезия, Малайзия, Папуа Нова Гвинея и Филипини.
Среща се на дълбочина от 5,5 до 22 m.

## Описание
На дължина достигат до 7 cm.
Популацията на вида е стабилна.